# Kali
Kali (/ˈkɑːliː/, Sanskrit: काली, IAST: 'Kālī') este o zeitate hindusă, una dintre cele zece Mahavidya.
Este parțial corect să spunem despre Kali că este zeița morții, dar ea aduce moartea ego-ului și a unei viziuni iluzorie, egoistă asupra realității.

## Etimologie
Kali își are rădăcina în cuvântul sanscrit Kal, care înseamnă timp.

## Legende

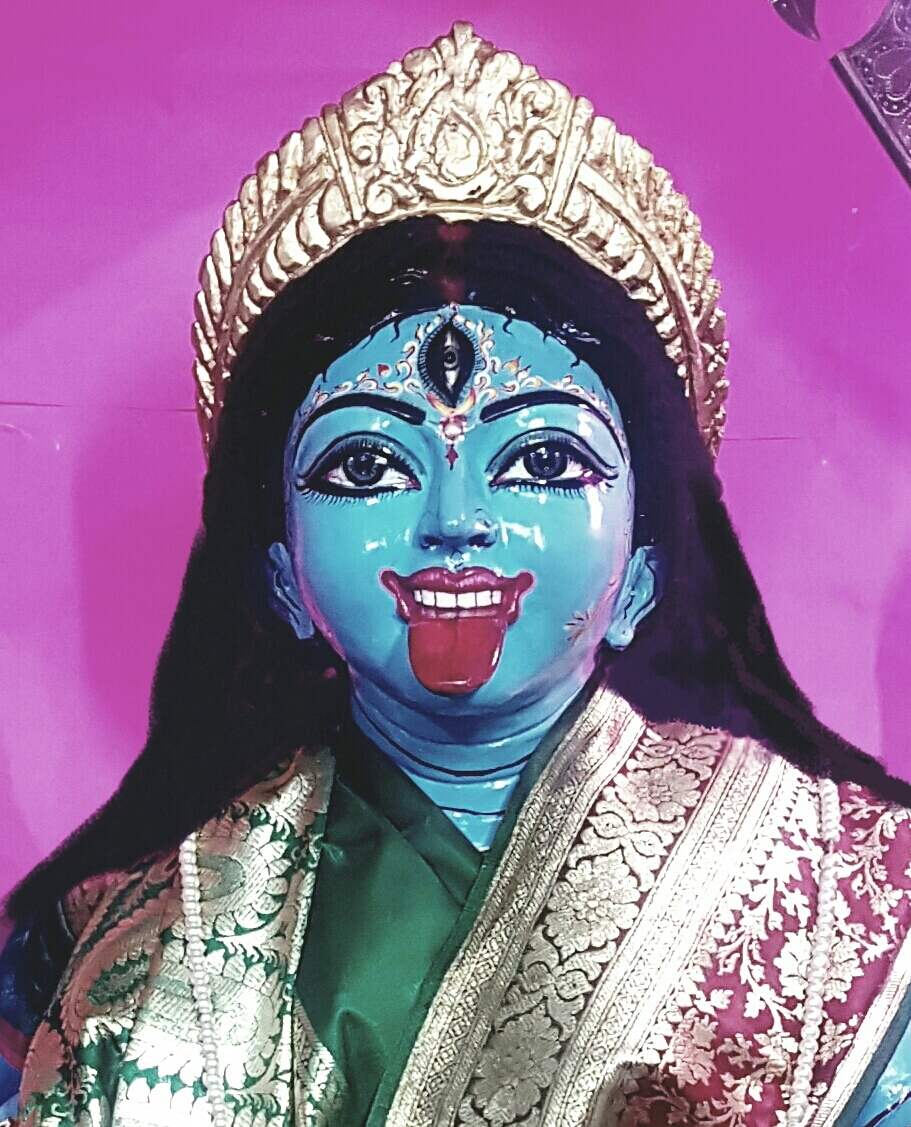
Statuie cu zeița Kali scoțându-și limba

Kāli apare în Moartea lui Mahabharata (10.8.64). Ea se numește Kālarātri (literal, "albastru închis noapte") și a apărut soldaților Pandava în visuri, până când în cele din urmă apare în mijlocul luptelor în timpul unui atac al fiului lui Drona, Ashwatthama.
Kali poartă o ghirlandă de cranii și o fustă compusă din brațe dezmembrate deoarece ego-ul iese din identificarea cu corpul. Deci, eliberarea poate avea loc numai atunci când se va încheia atașamentul nostru față de corp. Astfel, ghirlanda și fusta sunt trofee purtate de ea pentru a simboliza eliberarea copiilor ei de atașamentul față de corpul limitat. Are o sabie și un cap proaspăt tăiat, din care picură sânge. După cum se povestește, aceasta reprezintă lupta în care ea l-a ucis pe demonul Raktabija. Ea apare stând în picioare pe Shiva, care are o privire detașată, fericită. Shiva reprezintă conștiință pură  în timp ce ea reprezintă "forma" pe vecie susținută de substratul conștiinței pure.

### Uciderea lui Raktabija
În cea mai faimoasă legendă a lui Kali, Durga și asistenții săi, Matrikas, au rănit demonul Raktabija, în diverse moduri și cu o varietate de arme, în încercarea de a-l distruge. Ei descoperă în curând că situația s-a înrăutațit deoarece, cu fiecare picătură de sânge care este picurată de Raktabija, el reproduce o clonă a sa. Câmpul de luptă devine din ce în ce mai plin de duplicatele sale. Durga o cheamă pe Kali să lupte împotriva demonilor. Kali îi distruge pe Raktabija și pe clonele sale și dansează pe cadavrele celor uciși. În versiunea lui Devi Mahatmya a acestei povestiri, Kali este, de asemenea, descrisă ca o Matrika și ca Shakti sau puterea lui Devi. Ea primește titlul Cāṃuṇḍā (Chamunda), adică ucigașul demonilor Chanda și Munda. Chamunda este foarte des identificată cu Kali și este foarte asemănătoare cu ea în aspect și obișnuință.

## În Nepal
Conform tradiției Kumari, fetele selectate din familiile budiste Newar, devin „zeități umane”, reîncarnări ale zeiței Kali, în urma unui riguros proces cultural și religios.
Acestea sunt  adorate asemenea unor zeități, până la vârsta pubertății, atunci când sunt înlocuite.
Practica a atras critici internaționale din partea mai multor organizații pentru protecția copiilor, organizații care susțin că prin astfel de procedee, copiii sunt privați de bucuriile copilăriei.

## Legături externe
- Thugii – ucigași în numele Zeiței, 7 august 2013, Nicu Pârlog, Descoperă
- http://www.goddess.ws/kali.html